# Torrenueva
Torrenueva és un municipi de la província de Ciudad Real a la comunitat autònoma de Castella-La Manxa. Formà part del Campo de Montiel, com a localitat que va pertànyer a l'Orde de Santiago des de l'Edad Mitjana fins al segle xix.